# VoIP-шлюз

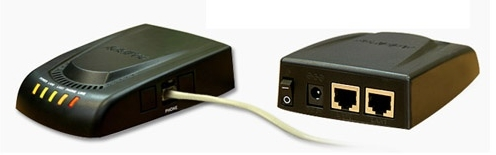

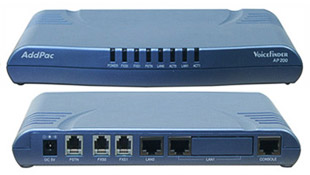

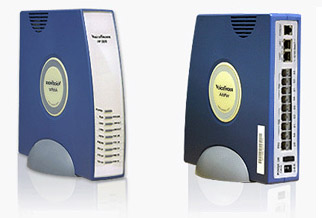

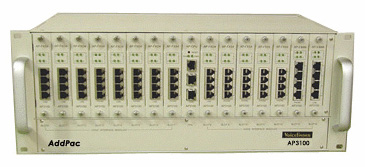

VoIP-шлюз (Voice over IP-шлюз) — устройство, предназначенное для подключения телефонных аппаратов или офисных АТС к IP-сети для передачи через неё голосового трафика.
Другие названия:
- «Шлюз FXO» — VoIP-шлюз с FXO-портами
- «Шлюз FXS» — VoIP-шлюз с FXS-портами

## Разновидности
VoIP-шлюз — это межсетевой шлюз, предназначенный для перевода голосового трафика между сетями традиционной телефонии и сетью передачи данных.
VoIP-шлюзы можно разделить по типу телефонного стыка на цифровые (E1/T1, ISDN) и аналоговые (FXO, FXS).

## Устройство
VoIP-шлюзы могут иметь различную ёмкость (число телефонных интерфейсов), различаться конструкцией (настольное исполнение или в 19" стойку) и блоком питания (встроенный или внешний).
VoIP-шлюз, как правило, имеет встроенный маршрутизатор, поддерживающий широкий набор протоколов маршрутизации, авторизацию пользователей с возможностью автоматического получения и раздачи IP-адресов (как сервер и как клиент), установления приоритетов для различных видов трафика (QoS, Quality of Service) и имеющий достаточный набор функций управления полосой пропускания, сетевой безопасности, учёта/анализа трафика и администрирования.

## Отличие VoIP-шлюза от платы расширения АТС
Когда актуальность и востребованность IP-технологий в корпоративном секторе стала очевидна, производители офисных телефонных станций начали выпуск плат расширения для офисных АТС. Эти платы позволяли осуществлять передачу трафика напрямую в IP-сети. Однако стоимость плат расширения оказалась неоправданно высока, что и привело к появлению VoIP-шлюзов на рынке.
Основные отличия VoIP-шлюзов от плат расширения АТС:
- стоимость VoIP-шлюзов в несколько раз ниже (в расчёте на один канал);
- расходы на установку, настройку и обслуживание VoIP-шлюзов заметно ниже (за счет того, что эти работы могут выполняться силами собственной IT службы);
- увеличение числа каналов VoIP-шлюзов также обходится в несколько раз дешевле (докупаются модули расширения);
- VoIP-шлюзы лучше совместимы с VoIP-оборудованием других производителей (заметно меньше вероятность проблем при стыковке с оборудованием оператора IP-телефонии).

## Подключение
VoIP-шлюзы подключаются к аналоговым и цифровым офисным АТС практически любых производителей (Panasonic, LG, Samsung, Siemens и др.). Способ подключения VoIP-шлюза определяется возможностями телефонной станции (наличие свободных портов, возможности по маршрутизации вызовов) и задачами, которые предстоит решать шлюзу.
Чаще всего VoIP-шлюзы подключают на городские или внутренние линии телефонной станции.

## Функции

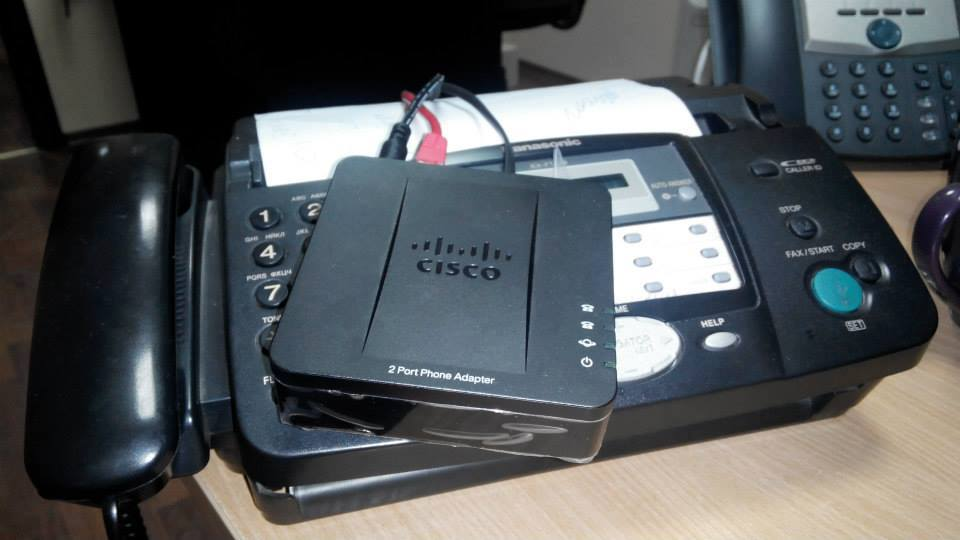
FAX over IP

- поддержка протоколов SIP, H.323, H.248;
- расширенные функции QoS;
- функции безопасности (авторизация пользователей, списки доступа и т. п.);
- приём/передача факсов (FAX over IP);
- конфигурирование через web-интерфейс;
- сменная прошивка.

## Применение
Российские компании используют VoIP-шлюзы в двух основных приложениях:
- снижение расходов на междугородную и международную связь;
- организация дешёвой или полностью бесплатной междугородней связи между филиалами
- переход на NGN в корпоративных сетях и сопряжение разных видов участков телефонных сетей, интеграция NGN и мобильной телефонии

### Снижение расходов на междугородную и международную связь
Как обычно совершается междугородный или международный телефонный звонок из офиса?
Сотрудник набирает на своем рабочем телефоне номер, при этом звонок поступает на офисную АТС. Через АТС звонок попадает к оператору местной телефонной связи, затем через оператора зоновой и оператора междугородной/международной связи вызов поступает в другой город. И там уже через другого оператора местной связи попадает к нужному абоненту.
В силу традиционно высоких тарифов операторов дальней связи компании с большим объёмом междугородного/международного трафика всегда искали пути снижения расходов. Выходом стала технология VoIP, позволяющая перевести голосовой трафик из традиционных телефонных сетей в IP-сети (Интернет). При этом для перевода трафика стали применяться VoIP-шлюзы.
VoIP-шлюз подключают к офисной АТС и конфигурируют его на работу с одним или несколькими операторами IP-телефонии. Цена звонков у операторов IP-телефонии по России в 3-5 раз ниже, чем у операторов дальней связи. Звонки в другие страны обходятся через операторов IP-телефонии в 10-30 раз дешевле.
После подключения VoIP-шлюза на офисной АТС настраивается переадресация вызовов по следующему правилу: все вызовы со стационарных офисных телефонов, начинающиеся на цифру «8» (переадресация по префиксу), автоматически перенаправляются на VoIP-шлюз. VoIP-шлюз, в свою очередь, направляет звонки адресатам через операторов IP-телефонии.

### Организация дешёвой междугородной связи между филиалами
Второе по популярности применение VoIP-шлюзов — организация дешёвой или полностью бесплатной связи между филиалами компании, расположенными в различных городах.
Преимущество использования VoIP-шлюзов в данном случае довольно очевидно. Классическая дорогая связь между филиалами через операторов дальней связи заменяется дешёвой IP-телефонией. При этом не требуются даже услуги операторов IP-телефонии. VoIP-шлюзы в каждом филиале конфигурируются на прямую работу друг с другом, соответственно, компания оплачивает такие телефонные разговоры по цене обычного Интернет-трафика. При широком распространении безлимитных тарифов на доступ в Интернет можно говорить о том, что телефонная связь, как часть сервиса, становится практически бесплатной.
Другие приложения VoIP-шлюзов:
- подключение новых филиалов компании к телефонной сети общего пользования;
- организация связи с надомными сотрудниками (Home Office)
- связь между сегментами сети NGN и традиционной телефонной сети в рамках корпоративной сетевой и телефонной инфраструктуры, подключение NGN к мобильным телефонным сетям (например, посредством VoIP-GSM шлюза)